# Cecidophyopsis selachodon
Cecidophyopsis selachodon är en spindeldjursart som beskrevs av van Eyndhoven 1967. Cecidophyopsis selachodon ingår i släktet Cecidophyopsis, och familjen Eriophyidae. Arten är reproducerande i Sverige.